# Біла Діброва

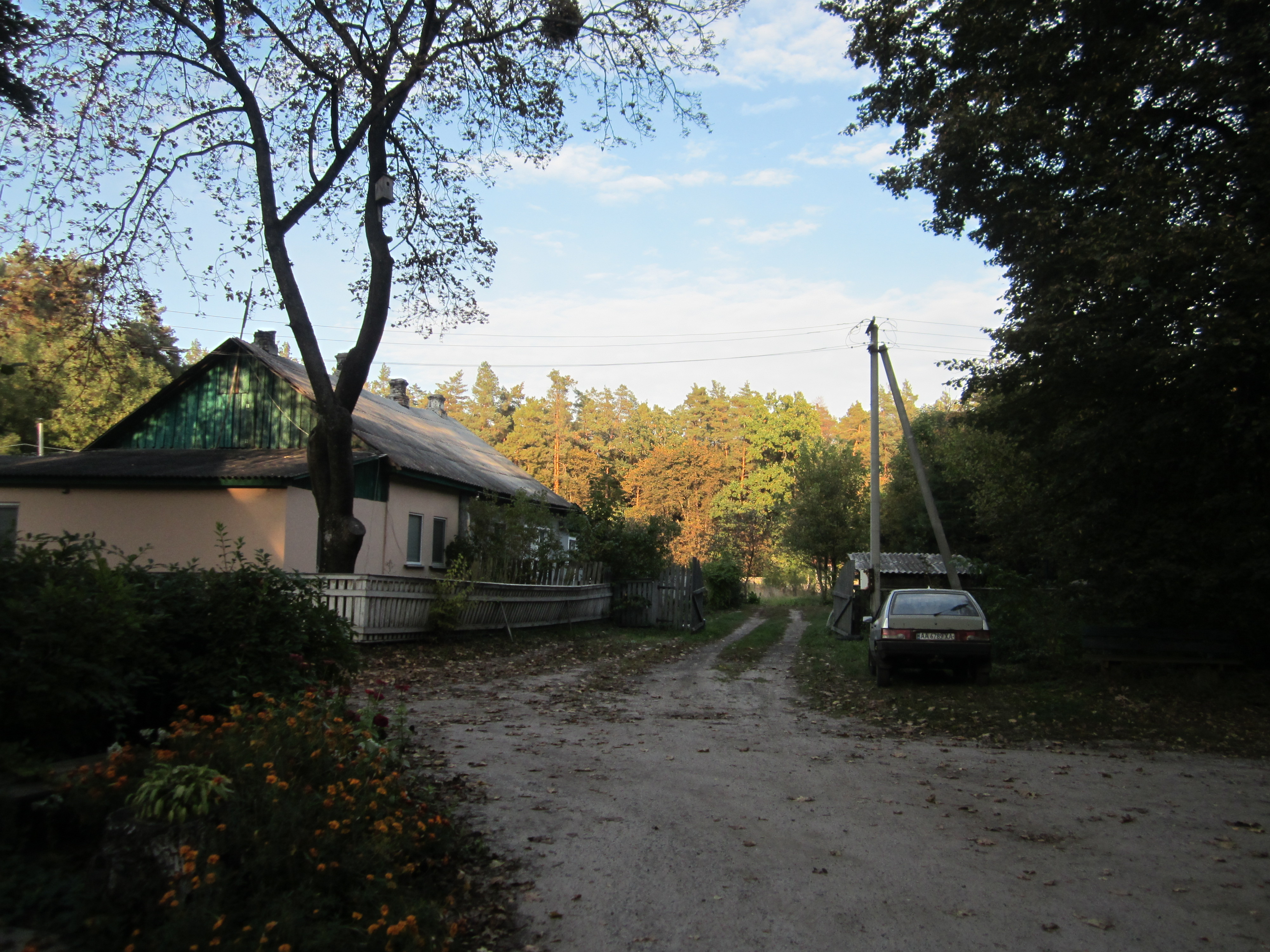
Біла Діброва. Сучасний вигляд

Біла Діброва — історична місцевість Києва, хутір в 41-му кварталі Білодібровного лісництва, за 2,5 км на північ від Київської птахофабрики, обабіч дороги в село Зазим'я.

## Історія
Виник у другій половині 1840-х років, коли в Остерському повіті запроваджено систему відновлення лісових насаджень. Позначений на мапах Києва та околиць 1850-х, 1868 року (як безіменний будинок лісової сторожі «Д. Страж.» (дом стражи)). На той час будинок розташовувався за 600 м на північний захід від теперішнього місця. На теперішньому місці вперше позначений на карті 1918 року (як лісництво, без назви). Поряд позначено невелике кладовище.
Назва, Біла Діброва, вперше згадана у документах Броварського лісництва 1919 року. Згадана в книзі «Населені місця Київщини. Попередні підсумки перепису 17-го грудня 1926 року» як лісова сторожка Біла Дуброва, де налічувалося 3 двори, мешкало 11 мешканців. Входила до складу Броварської сільської ради Броварського району.
Біла Діброва увійшла до меж Києва в 1950-ті роки. Первісно входила до складу Дніпровського району, з 2001 року — в межах Деснянського району. На топографічній карті 1985 року зазначено населення Білої Діброви — 10 жителів.
Хутір Біла Діброва забудований двома одноповерховими будинками. Населення — близько 10 мешканців, усі працівники лісництва. У селищі також є лісорозсадник. Є одним із 5 лісництв, що входять до складу КП «Дарницьке лісопаркове господарство». Загальна площа угідь лісництва — 3786 га. Адміністративна будівля лісництва Біла Діброва міститься на вулиці Радистів, 1-В у селищі Радистів.